# José Alfosea Pastor
José Alfosea Pastor (Santa Pola, Baix Vinalopó, 8 de gener de 1891 - Alacant, 21 de desembre de 1964) fou un compositor i director valencià.
De formació autodidacta, abans de fer vint anys ja dirigia l'Orfeón Español de l'Alger. Més endavant va estudiar lliçons elementals d'harmonia per correspondència a l'Acadèmia Erviti de Sant Sebastià. A partir de l'any 1924 va formar diferents agrupacions musicals i rondalles a Santa Pola i a Elx, per a les quals va escriure música popular i va compondre peces senzilles. Va ser músic de la Banda Municipal d'Alacant del 1934 al 1961 i, a principis dels anys quaranta, també va dirigir la Banda de la Creu Roja. A Alacant ensenyà música i hi té un carrer dedicat, igual que en té un altre a Santa Pola.
Va escriure unes dues-centes obres –bona part són pasdobles–, algunes de les quals han estat premiades i enregistrades, a més de constar en el repertori de les principals bandes espanyoles.